# مرتضى بن أبي بكر غاتا
مرتضى بن ابي بكر غاتا
مرتضى بن أبي بكر بن محمد بن الحسن بن إسحاق بن إسماعيل غاتا المعروف بابن معلم فوق الغار ( ١٣٥٩ـ ١٤٤٥هـ / ١٩٤١ ـ ٢٠٢٤م) عالم مسلم يوروباوي إبادني نيجيري.

### ولادته ونسبه
ولد فضیلة الشیخ مرتضى في مدینة إبادن سنة ١٩٤١م في بیت العلم والدین حیث كان جدّه محمد ِبدا بن الحسن غاتا (ت ١٨٤٦م) ( أحد أوائل العلماء الذين مهّدوا الإسلام في مدينة إبادن ووالده الشیخ أبو بكر غاتا المشھور  ِبأَبو َطاما كيكيري (ت ١٩٥٤م) ھو المفتي السابق لمدینة إبادن وعمه الفقیه المالكي عبد السلام بن محمد بن الحسن غاتا (ت١٩٢١م) من كبار فقھاء بلاد الیوربا في مطلع القرن الماضي وأخوه الشقیق الشيخ عبد الغني أبو بكر غاتا ھو الإمام الأكبر لمدینة إبادن حالیاً.

### حياته العلمية
تعلم فضیلة الشیخ قراءة القرآن الكریم على ید الشیخ محمد الأول ثم أخذ عن الشیخ عبد الله وھما تلمیذا والده الشيخ أبوبكر غاتا ثم واصل رحلته الثقافية عند شیخ الشیوخ خراشي بن محمد الثاني (ت ١٩٦٥م).

### آثاره
كان فضیلة الشیخ مرتضى فقیھا مالكیا ومؤرخا إسلاميا ومؤلفا قديرا. تصدر للتدريس والتصنيف، عمل مدرسا بالمدرسة الخراشية مدة ثم استقال وحاليا له مدرسة عربية ضحمة على وشك الانتهاء سماه مركز غاتا للدراسات العربية والإسلامية. درس الفقه المالكي ووعي أخبار القدماء وكان مرجعا مهما لتاريخ الإسلام والأدب العربي في بلاد يوربا وكان عالما بعلم السلوك ويطرز مجالسه بالحكم والعبر وجرت على يديه مصالح كثير من العباد.

### مؤلفاته
وللشيخ مرتضى غاتا رحمه الله مؤلفات قيمة في ميادين مختلفة كالفقه والتاريخ والأدب وعلم الإجتماع ومؤلفاته كالتالي:
١. مرآة الناظرين: ألف هذا الكتاب في تاريخ الإسلام في مدينة إبادن وأخبار علمائها والأدب العربي اليورباوي وفي أهمية هذا الكتاب يقول الدكتور عباس زكريا القارئ في كتابه التجويد في نيجيريا تاريخه وعلماؤه "إن من يتكلم على أولية علم التجويد في بلاد يوربا لا يجد مرجعا يرتكن إليه ولا أثرا يلجأ إليه إلا تواليف الشيخ آدم الإلوري ثم تأليف الشيخ مرتضى أبوبكر الإبادني".
٢. ضياء ابن محمد: في تأريخ المسلمين في بلد إبادن وما حولها من المدن والقرى
٣. سراج المشايخ المتنوعين، هو كتاب قيم ألفه في علم الاجتماع الإسلامي.
٤. نزهة الأحباب وهو كتاب لخّص فيه المؤلفات الفقهية لعمه الشيخ عبد السلام غاتا.
٥. تحفة القارئ.
٦.  أيسر الجنائز: وضعه في فقه الجنازة.
٧. مختصر ابن غاتا، جمع في هذا الكتاب أخبار العلماء وهو آخر مؤلفاته ولم يكمله حتى حضرته الوفاة.

### وفاته
انتقل فضيلة المرحوم الشيخ مرتضى غاتا إلى دار القرار في ١٣ فبراير ٢٠٢٤م الموافق ٣ شعبان ١٤٤٥ الهجري بعد رجوعه من العمرة بيومٍ واحدٍ.